# Mary in the morning (Fletcher)
Mary in the morning is de debuutsingle van Guy Fletcher. Het is afkomstig van zijn debuutalbum Guy Fletcher. Dat “debuut” slaat dan wel op zijn optreden als singer-songwriter. Samen met zijn muzikale partner Doug Flett schreef hij in die tijd al voor The Hollies, Blue Mink en Cliff Richard (Power to all my friends). Guy Fletcher speelt op deze opname piano en zingt. Een gelijkenis met zijn neef Guy Fletcher van Dire Straits/Mark Knopfler dringt zich op.
De Zwolse band Strange Power (later Scope) nam het met zanger Bert Vrieling (Barry Freeman) op voor RCA Victor als B-kant voor hun single Future, maar dat haalde de hitparade (net) niet.

## Hitnotering
Het plaatje werd voor zover bekend alleen in Nederland een hit.

### Nederlandse Top 40
| Positie: | 24 | 18 | 12 | 11 | 17 | 28 | uit |

### NederlandseDaverende 30
| Positie: | 26 | 19 | 11 | 9 | 23 | uit |

### NPO Radio 2 Top 2000
| Nummer met noteringen in de NPO Radio 2 Top 2000 | '99  | '00-'02 | '03  | '04  |
| ------------------------------------------------ | ---- | ------- | ---- | ---- |
| Mary in the Morning                              | 1887 | -       | 1966 | 1962 |

1. ↑  Een '-' betekent dat het nummer niet was genoteerd en een vetgedrukt getal geeft de hoogste notering aan.
2. ↑  Deze tabel is bijgewerkt tot en met de laatste editie (2024).